# Marycruz Najle
María Isabel de la Cruz Najle (Marycruz Najle) (General Cabrera, Córdoba; 3 de mayo de 1954-Asunción, 27 de noviembre de 2023) fue una periodista, escritora y editora argentina. 

## Biografía
Estudió en Universidad Nacional de Córdoba. Trabajo en el seminario político  “Cambio XXI” y como editora en  La Nación y para el diario HOY Paraguay. Fue autora de obras que incluso fueron galardonadas. Su libro El Olor del Mundo, obtuvo una mención del Premio Municipal de Literatura en 2018.
Contrajo matrimonio con  Nelson Ale.
Falleció el 27 de noviembre de 2023 a los 69 años, de cáncer en Asunción.

### Libros
- 2018,  El olor del mundo
- Cuentos a doce manos (con otros autores).